# Abramów (Powiat Lubartowski)
Abramów ist ein polnisches Dorf im Powiat Lubartowski in der Woiwodschaft Lublin. Es ist zugleich Sitz der gleichnamigen Landgemeinde.

## Geographie
Das Dorf liegt ca. 30 km nordwestlich von Lublin und 21 km westlich von Lubartów zentral in der Lubartowska Hochebene.

## Geschichte
Das Dorf soll schon zurzeit von Kasimir dem Großen existiert haben und zum königlichen Besitz gehört haben. Auf Erlass von Zar  Alexander II. wurden Gemeinden gebildet. Abramów gehörte, mit 17 weiteren Dörfern, zum Gut Marcinowie unter seinem damaligen Namen Jabramowskiego. Durch Kriegshandlungen während des Ersten Weltkrieges wurde das Dorf weitgehend zerstört. 1925 wurde eine Pfarrkirche in Abramów  errichtet. Nachdem ein Feuer das Gemeindehaus in Wielkie zerstört hatte, wurde die Verwaltung 1948 nach Abramów verlegt.
1945 wurde der Ort Sitz einer Gemeinde. Bei einem Feuer verbrannten die Unterlagen zu den frühen Jahren der Gemeinde. Zwischen 1954 und 1972 gehörte das Dorf zur  Gromada Abramów und war dessen Sitz. Von 1975 bis 1998 gehörte das Dorf zur  Woiwodschaft Lublin.

## Gemeinde
Zur Gmina wiejska (Landgemeinde) Abramów gehören elf Ortschaften mit einem Sołectwo (Schulzenamt).